# Courtella wardi
Courtella wardi är en stekelart som beskrevs av Robert Harold Compton 1990. Courtella wardi ingår i släktet Courtella och familjen fikonsteklar. Inga underarter finns listade i Catalogue of Life.